# 瑞氏蚶蜊
瑞氏蚶蜊（学名：Glycymeris reevei），又名褐蚶蜊，
是魁蛤目蚶蜊科蚶蜊屬下的一个种。
主要分布于越南、印度尼西亚、中国大陆、台湾，常栖息在浅海至水深50米、潮下带。